# جون تي. كين
جون تي. كين هو محامي وقاضي وسياسي أمريكي، ولد في 11 مارس 1857 في وايتووتر في الولايات المتحدة، وتوفي في 26 أكتوبر 1933. نشط حزبياً في الحزب الجمهوري. وقد انتخب نائب حاكم جنوب داكوتا ‏.